# Peter Møller
 Der er flere personer med dette navn, se Peder Møller.
Peter Møller Nielsen (født 23. marts 1972 i Abildgård Sogn ved Frederikshavn) er nuværende fodbolddirektør i DBU og tidligere professionel fodboldspiller. Han stoppede sin karriere i 2005 i FC København, hvor han var kendt som '32' efter sit trøjenummer. Samme nummer er også titlen på hans selvbiografi som udkom i efteråret 2005. 
Peter Møller har spillet 20 kampe for Danmarks fodboldlandshold og scoret 5 mål. Han debuterede mod Island 4. september 1991 og spillede sin sidste landskamp mod Ukraine 30. marts 2005. Han har spillet 22 kampe for det danske U/21 landshold og scoret 16 mål. Han har deltaget i VM i Frankrig i 1998 og i OL i Barcelona i 1992.
Peter Møllers fodboldkarriere har ført ham vidt omkring: LKB, AaB, FCK, FC Zürich, Brøndby IF, PSV Eindhoven, Real Oviedo, Brøndby igen, Oviedo igen, Fulham F.C., Oviedo igen og endelig FCK igen.
Peter Møller var topscorer i den danske Superliga i 1992 og 1993 (for AaB) og er med i alt 135 mål den tredjemest scorende spiller i Superligaen nogensinde (primo maj 2017), kun overgået af Søren Frederiksen som har scoret 139 mål, og Morten Duncan Rasmussen der har scoret 145 mål.
I 2005 blev han valgt som formand for fodboldspillernes faglige organisation, Spillerforeningen.
Peter Møller stoppede sin aktive karriere ved afslutningen på efterårssæsonen 2005 og blev ansat som studievært på DR Sporten i Danmarks Radio i 2005. Han sagde dog sit job op i april 2007 efter at det kom frem, at Danmarks Radio skulle spare væsentligt på DR Sporten på grund af dårlig økonomi efter udflytningen til DR-Byen i Ørestad. Senere kom han til TV 2 Sport, men skiftede i juli 2009 til Canal 9, hvor han var ansat, indtil han i januar 2011 vendte tilbage til DR Sporten. Efter verdensmesterskaberne i fodbold i Rusland 2018 stoppede Peter Møller på DR Sporten, eftersom Danmarks Radios sportsredaktion flyttede til Århus.
Den 2. oktober 2018 blev det offentliggjort af DBU, at Peter Møller var blevet ansat som fodbolddirektør i DBU.